# Sayenqueraghta
Sayenqueraghta (1707 circa – Lackawanna, 1786) è stato un condottiero nativo americano dei Seneca.

## Biografia
Il suo nome nella lingua seneca è reso foneticamente come Kaieñãkwaahtoñ, ed era pronunciato in diversi modi. Sayenqueraghta, il nome con cui gli storici si riferiscono a lui, è il suo nome in lingua mohawk; è anche noto con soprannomi come "Old Smoke" o "Seneca King". Il primo di questi epiteti deriva dal suo titolo ufficiale di "portatore di fumo".
Figlio di un importante capo Seneca del clan della Tartaruga nella parte occidentale dello stato di New York, visse la maggior parte della sua vita a Ganundasaga, vicino all'attuale città di Geneva. Divenne un capo di guerra nel 1751, e prima della rivoluzione americana ci si riferiva a lui come il capo dei Seneca.
Durante la guerra franco-indiana combatté al fianco dei britannici, e partecipò alla battaglia di Fort Niagara. Durante la ribellione di Pontiac era il capo Seneca che sconfisse i britannici alla battaglia di Devil's Hole. Nel 1765, insieme ad Handsome Lake e a circa un centinaio di altri Seneca, compì una spedizione contro i Cherokee e i Choctaw, che era ricordata anche un secolo dopo per il gran numero di scalpi e altri trofei ottenuti.

### Durante la rivoluzione americana
All'inizio della rivoluzione americana, Sayenqueraghta tentò di mantenere gli irochesi neutrali: nel giugno 1777 tentò di recuperare alcuni guerrieri Seneca che si erano uniti a Butler a Fort Niagara. Quando a luglio gli irochesi decisero di entrare in guerra a fianco dei britannici, Sayenqueraghta fu nominato capo militare della confederazione insieme a Piantatore di Mais.
Era uno degli organizzatori dell'imboscata nella battaglia di Oriskany, dove suo figlio fu ucciso, e fu il principale capo nativo alla battaglia di Wyoming. Il suo villaggio, Ganundasaga, fu distrutto durante la campagna di Sullivan, e non fu ricostruito: prima del 1781 Sayenqueraghta e la sua famiglia si stabilirono a Buffalo Creek, vicino a Fort Niagara. Nel 1779 iniziò a ricevere dai britannici una pensione di cento dollari all'anno, e si risentì per il trattamento favorevole dei britannici nei confronti di Joseph Brant. Sayenqueraghta partecipò, tra le altre, alla battaglia di Johnstown, e nel 1781 guidò un'incursione verso Fort Pitt.
Il generale Frederick Haldimand lo descrisse come "di molto il miglior comandante e l'uomo di maggiore importanza e influenza nelle Sei Nazioni" (by many degrees the most leading and the man of most consequence and influence in the Six Nations); nel 1783, un ufficiale britannico lo descrisse come "un vecchio uomo sensibile che è stato un grande guerriero ai suoi tempi, ma come gli altri è assuefatto all'alcool" (He is a sensible old man and has been a very good warrior in his day, but like the rest is very much addicted to liquor).
Morì nel 1786 a Lackawanna. Lo Smoke Creek, che scorre attraverso questa città, prende nome da lui.